# 哥本哈根市郊鐵路B+線
哥本哈根市郊铁路B+线是哥本哈根市郊铁路网络中一条已停运线路。1993年9月25日开通，前身是“哥本哈根市郊铁路L线”。2007年9月23日停运。运营期间为哥本哈根市郊铁路B线的支线。大致走向为：霍耶-措斯楚普站⟷哥本哈根火车总站⟷霍尔特站。

## 图片集

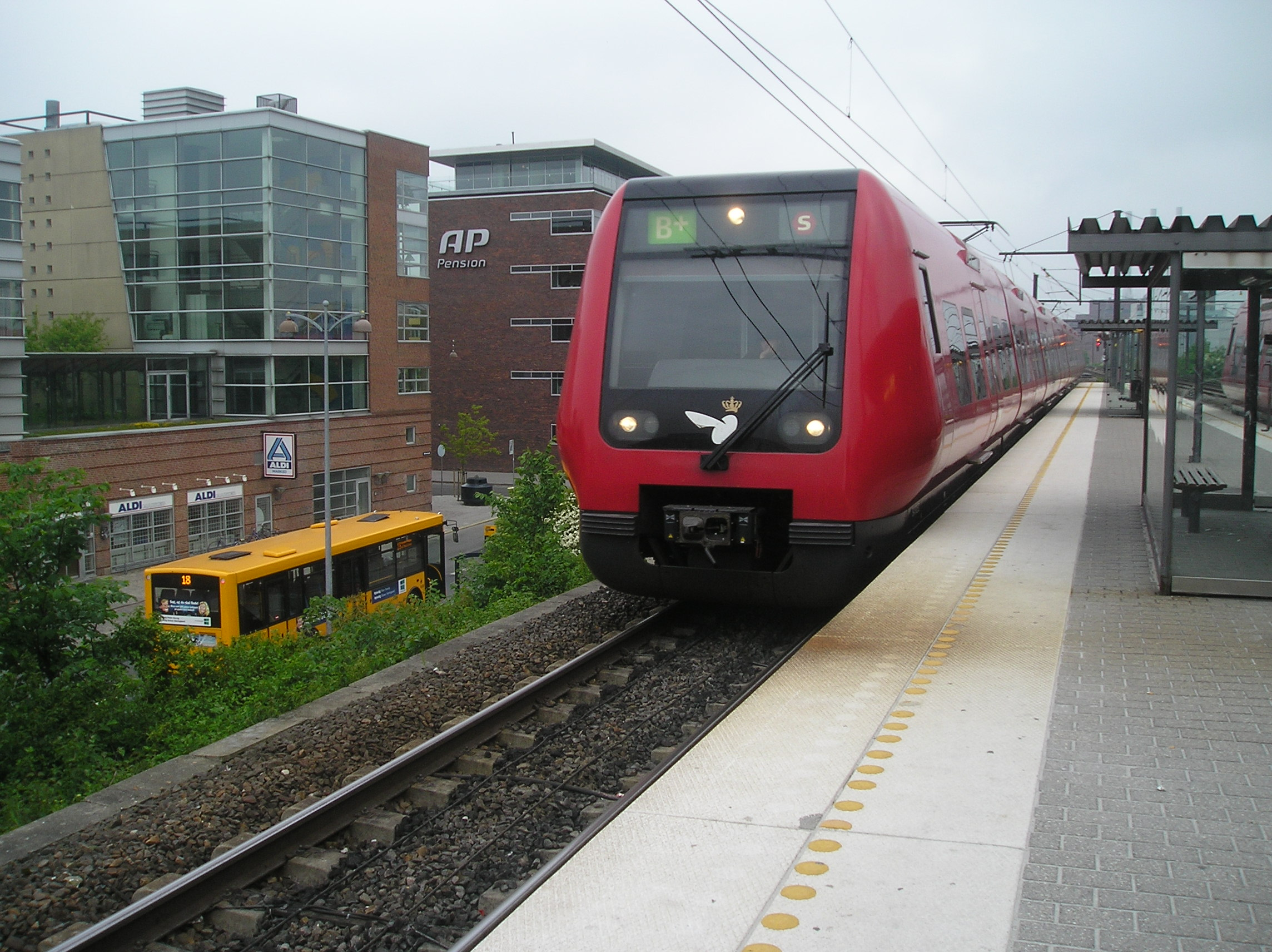
2006年时的哥本哈根市郊铁路B+线列车，拍摄于北港站。
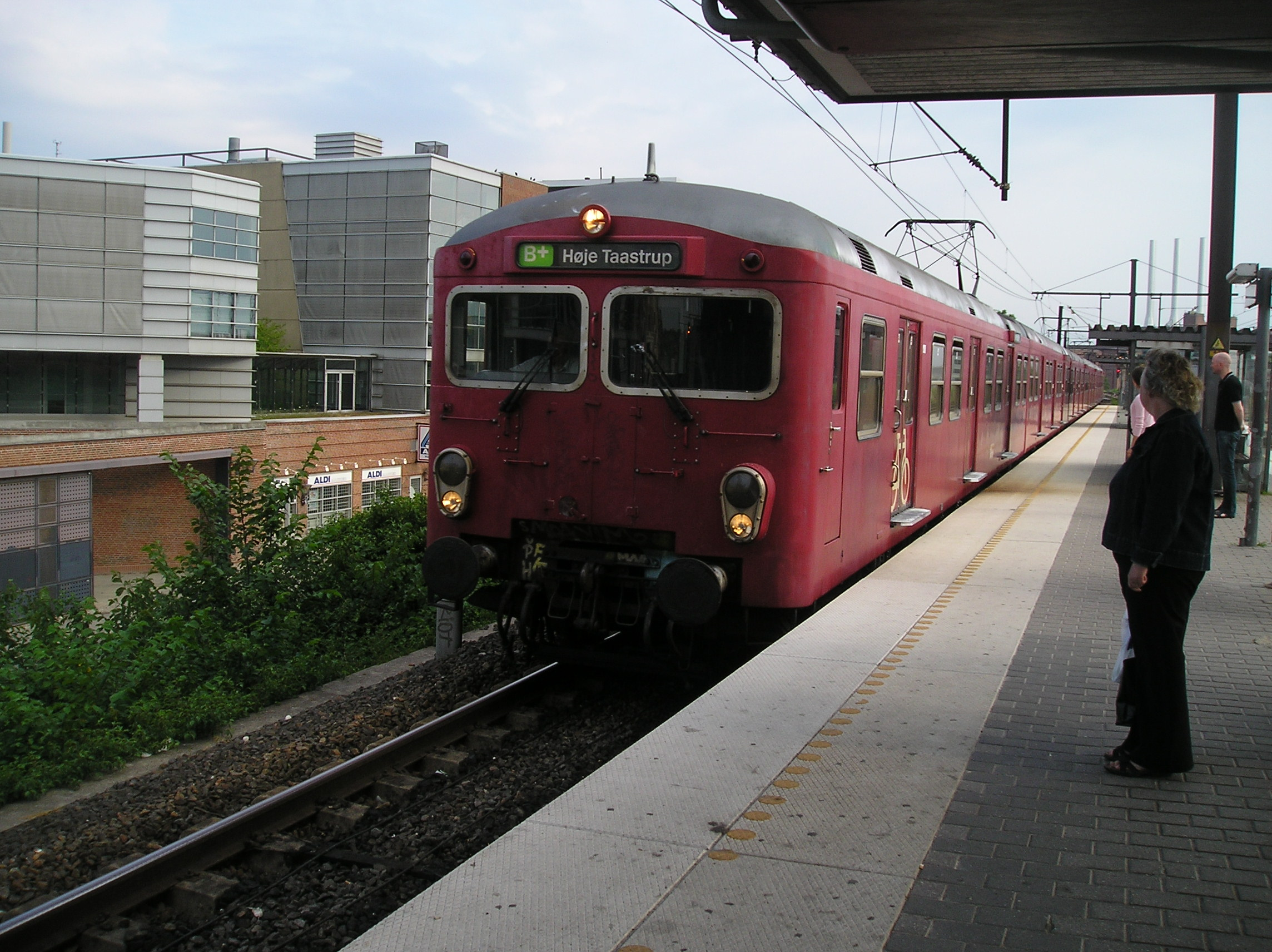
使用“第二代哥本哈根市郊铁路列车”的哥本哈根市郊铁路B+线列车，2006年7月10日拍摄于北港站。
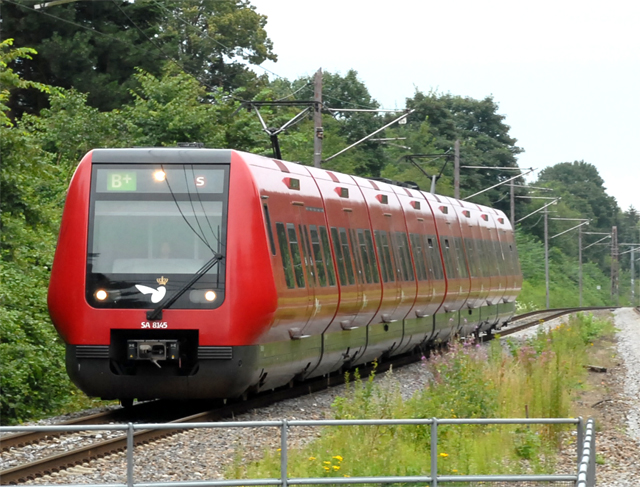
使用“第二代哥本哈根市郊铁路列车”的哥本哈根市郊铁路B+线列车，2007年7月21日拍摄于耶厄斯堡站附近。